# Simon Taylor
Simon Marcus Taylor (Stirling, 17 de agosto de 1979) es un exjugador británico de rugby que se desempeñaba mayoritariamente como octavo. Fue un jugador titular del XV del Cardo y también fue convocado a los British and Irish Lions para las giras a Australia 2001 y Nueva Zelanda 2005.

## Carrera
Taylor debutó en primera de Edinburgh Rugby en el año 2000. Jugó hasta 2007 cuando emigró al Top 14 para jugar en el vigente campeón Stade Français, sin embargo no consiguió títulos. En 2010 firmó con Bath Rugby de la Aviva Premiership por tres temporadas, no ganó ningún título y se retiró en 2013 con 32 años.

## Selección nacional
Fue convocado a su selección en el año 2000 y jugó con ella hasta 2009. No consiguió ningún título.
Cabe destacar que jugó para Escocia Seven en los Juegos de la Mancomunidad de 2002 donde los escoceses llegaron a cuartos de final.

### Participaciones enCopas del Mundo
Taylor jugó el Mundial de Australia 2003; Escocia perdió frente a Les Blues en fase de grupos clasificando segunda y debió enfrentar a los Wallabies en cuartos de final donde fue eliminada del torneo al caer 33-16. Cuatro años más tarde en Francia 2007 el XV del Cardo cayó ante los All Blacks pero derrotó a Italia y clasificó como segunda del grupo, nuevamente fue eliminada en cuartos de final ante Argentina. Este fue su último Mundial.
| Mundial                       | Sede      | Resultado        | PJ | Tries |
| ----------------------------- | --------- | ---------------- | -- | ----- |
| Copa Mundial de Rugby de 2003 | Australia | Cuartos de final | 4  | 1     |
| Copa Mundial de Rugby de 2007 | Francia   | Cuartos de final | 4  | 0     |